# Hans Wegehaupt
Hans Wegehaupt (vollständiger Name Johannes Max Emanuel Wegehaupt, * 5. September 1872 in Breslau; † 16. November 1914 in Soldau) war ein deutscher Klassischer Philologe und Gymnasiallehrer.

## Leben
Hans Wegehaupt war der Sohn des Klassischen Philologen und Gymnasiallehrers Wilhelm Wegehaupt (1845–1917), der am Maria-Magdalenen-Gymnasium in Breslau unterrichtete. Sein Vater wechselte 1878 an das Gymnasium in Mönchengladbach und 1881 als Rektor an das Gymnasium zu Neuwied, das Hans Wegehaupt von 1881 bis Ostern 1890 besuchte. Nach der Reifeprüfung nahm er das Studium der Klassischen Philologie auf, zunächst für drei Semester in Kiel, wo sein Vater von 1890 bis 1892 das Gymnasium leitete. Vom Wintersemester 1891/92 bis zum Wintersemester 1892/93 studierte er an der Universität Breslau und ab dem Sommersemester 1893 an der Universität Göttingen, wo ihn Friedrich Leo und Ulrich von Wilamowitz-Moellendorff prägten. Auf Wilamowitz’ Anregung beschäftigte er sich mit der griechischen Literatur der Kaiserzeit und verfasste eine Dissertation über Dion Chrysostomos, mit der er am 21. Dezember 1895 zum Dr. phil. promoviert wurde.
Nach der Lehramtsprüfung im Sommer 1896 absolvierte er den Militärdienst als Einjährig-Freiwilliger in Hamburg und den Vorbereitungsdienst zum höheren Lehramt: das Seminarjahr in Düsseldorf (1897/98) und das Probejahr am Johanneum in Hamburg (1899/99). Seine erste feste Anstellung erhielt er am 1. Oktober 1899 an der Staatsschule in Cuxhaven. Neben dem Unterricht katalogisierte er die Schulbibliothek und beteiligte sich an der Umwandlung der Lehranstalt von einer Realschule zu einem Gymnasium. Im Herbst 1910 nahm er eine Stelle am Johanneum in Hamburg an. Beim Ausbruch des Ersten Weltkriegs meldete er sich freiwillig und wurde als Offizier an der Ostfront eingesetzt. Ab Oktober 1914 nahm er an den Kämpfen im Grenzgebiet um Soldau teil; am 16. November fiel er bei einem russischen Angriff.
Wegehaupts Forschungsschwerpunkt war Textkritik und Überlieferungsgeschichte der Schriften des griechischen Autors Plutarch. Er beteiligte sich an dem Unternehmen, dessen Schriften in einer neuen kritischen Edition herauszugeben (zusammen mit William Roger Paton, Max Pohlenz und Wilhelm Nachstädt). Für dieses Projekt unternahm Wegehaupt mehrere Forschungsreisen nach Italien (1904/05, 1908, 1911), bei denen er die Plutarch-Handschriften in Mailand, Rom und Florenz sichtete und auch Griechenland bereiste. Er lieferte unter anderem eine vollständige Kollation und Beschreibung des Florentiner Plutarchpalimpsests, für dessen Entzifferung er auch neueste Entwicklungen der fotografischen Technik zu Hilfe nahm.

## Schriften (Auswahl)
- De Dione Chrysostomo Xenophontis sectatore. Gotha 1896 (Dissertation)
- Plutarchstudien in italienischen Bibliotheken. Cuxhaven 1906 (Schulprogramm)
- Der Florentiner Plutarchpalimpsest. Berlin 1914 (Abhandlungen der Königlich Preußischen Akademie der Wissenschaften, Philosophisch-historische Klasse. Jahrgang 1914, Nr. 2)
- Plutarchus: Moralia. Vol. 1. Recensuerunt et emendaverunt W. R. Paton; J. Wegehaupt. Leipzig 1925